# حلقة مستديرة

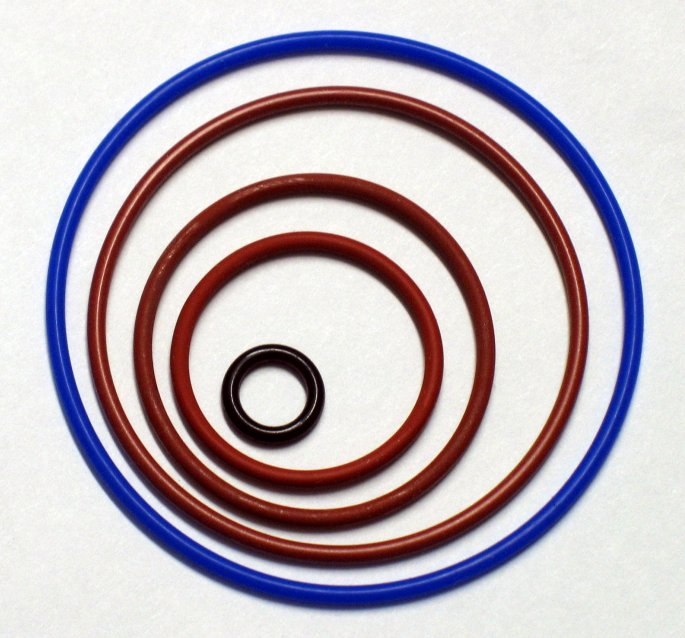
حلقات مستديرة ذات أقطار مختلفة

الحلقة المستديرة حشية (جوان) ميكيانيكي له شكل طارة،   والتي تكون غالباً مصنوعة من بوليمر مرن على شكل حلقة ذات مقطع عرضي مدوّر، بشكل يصمم من أجل أن تحشر وتضغط في مكان ضيق بين جزئين، بحيث تؤمن حدوث إغلاق ميكانيكي محكم Seal.
يمكن استخدام الحلقات المستديرة في التطبيقات الساكنة أو الديناميكية، ومن الأمثلة على الأخيرة استخدمها في المضخات والأسطوانات الهيدروليكية.
تصنع الحلقات المستديرة من عادةً من المطاط الطبيعي أو الصناعي، أو من البوليميرات الفلورية مثل متعدد رباعي فلورو الإيثيلين (PTFE)، أو من متعدد الإيثيلين (PE) أو غيرها من البوليميرات حسب مجال الاستخدام. قد تصنع الحلقات المستديرة من المعادن أحياناً.
أصدرت أول براءة اختراع للحلقة المستديرة في السويد من قبل لوندبرغ J. O. Lundberg سنة 1896.

## اقرأ أيضاً
- حشية